# Höjdroder

Nosläget justeras med hjälp av höjdroder.

Höjdroder (engelska: elevator), inom aeronautik, är roderytor hos farkoster och projektiler som avser att styra anfallsvinkeln under gång, främst i syfte att kontrollera plattformens höjdgående riktning (uppåt, neråt), men även för att bistå svängning under girning. I första hand styr det plattformens nosläge (upp eller ned), därefter följer en förändring av farten och så småningom en förändring i vertikalplanet, det vill säga uppåt eller neråt.
Höjdrodret är normalt monterat på en så kallad stabilisator, som ibland även den är rörlig. På flygplan med deltavingar är höjdroder ofta kombinerade med skevrodren (engelska: aileron), vilket har gett upphov till uttrycket "elevon" på engelska.